# 柴田礼能
柴田 礼能（しばた れいのう）は、戦国時代から安土桃山時代にかけての武将。大友氏の家臣。熱心なキリスト教徒で、イエズス会の間では柴田リイノ、槍の名手であったことから「豊後のヘラクレス」の異名でそれぞれ呼ばれた。

## 生涯
柴田氏は、本姓は橘氏で、一族で大友氏に仕えた豊後国大野郡の国人・野津院衆（大分県臼杵市野津町）であった。柴田氏が初めて登場するのは、天正6年（1578年）の日向国侵攻の際に戦死した「柴田何右衛門尉」なる人物で、礼能もその一族であると推察される。
天正8年（1580年）、田原親貫の乱における鎮圧戦である安岐城攻略や、後に田原氏を継いだ大友宗麟の次男・親家の補佐として、田原氏旧臣を味方に引き入れる交渉などで活躍した。暫くは親家の補佐を務めたと思われるが、天正10年（1582年）、府内の万寿寺 (大分市)の寺社領を宗麟の嫡男・義統が没収すると、その旧領に武家屋敷を与えられ、大友家の諸公事のほぼ全てを任され、府内奉行ともいえるべき重職を任されている。
その後も、秋月氏などとの戦いで数々の武功を上げ、天正12年（1584年）11月には杏葉紋（大友氏が使用した家紋）の使用を許され、大友氏の一族に准ぜられている。天正14年（1586年）3月、島津氏による豊後侵攻が起こると（豊薩合戦）、子統勝は豊臣秀吉に救援要請のため大坂へ上る宗麟に同伴した。この際、宗麟が「天徳寺」と号したが、統勝にも「天徳寺」の姓を与えたので、以後、礼能も「天徳寺」と称するよう義統から命があったとされる。
後に、島津軍が臼杵の丹生島城を包囲した際は宗麟と共に籠城し、島津勢を一度は撃退したものの、兄紹安が島津氏に寝返り先導役となっていたため、宗麟が家臣を通じて礼能父子の真意を質したところ、疑われた事を恥じた礼能は、子と共に島津軍にいる同族を呼び出そうと城を討って出たが、親子共々伏兵によって討ち取られた。その死を宗麟は涙を流して大変悔やんだという。

## 関連作品
- 赤神諒『大友の聖将』（角川春樹事務所、2018年7月14日）ISBN 978-4758413268（柴田礼能を主人公とする小説）